# Danh sách cầu thủ tham dự Giải vô địch bóng đá Đông Á 2010
Đây là các đội hình tham dự Cúp bóng đá Đông Á 2010 ở Nhật Bản. Mỗi đội hình có 23 cầu thủ, trong đó có 3 thủ môn.

## Trung Quốc
Huấn luyện viên:  Gao Hongbo

| Số | VT | Cầu thủ          | Ngày sinh (tuổi)            | Trận | Bàn | Câu lạc bộ             |
| -- | -- | ---------------- | --------------------------- | ---- | --- | ---------------------- |
| 1  | TM | Zeng Cheng       | 8 tháng 1, 1987 (23 tuổi)   | 3    | 0   | Henan Construction     |
| 2  | HV | Du Wei (Captain) | 9 tháng 2, 1982 (27 tuổi)   | 44   | 3   | Shanghai Shenhua       |
| 3  | HV | Sun Xiang        | 15 tháng 1, 1982 (28 tuổi)  | 50   | 4   | Shanghai Shenhua       |
| 4  | HV | Feng Xiaoting    | 22 tháng 10, 1985 (24 tuổi) | 14   | 0   | Jeonbuk Hyundai Motors |
| 5  | HV | Zhao Peng        | 20 tháng 6, 1983 (26 tuổi)  | 12   | 1   | Henan Construction     |
| 6  | TV | Huang Bowen      | 24 tháng 3, 1987 (22 tuổi)  | 13   | 1   | Beijing Guoan          |
| 8  | TV | Deng Zhuoxiang   | 24 tháng 10, 1988 (21 tuổi) | 7    | 0   | Jiangsu Sainty         |
| 11 | TĐ | Qu Bo            | 15 tháng 7, 1981 (28 tuổi)  | 55   | 14  | Qingdao Jonoon         |
| 12 | TM | Guan Zhen        | 6 tháng 2, 1985 (25 tuổi)   | 1    | 0   | Jiangsu Sainty         |
| 15 | TV | Yang Hao         | 19 tháng 8, 1983 (26 tuổi)  | 11   | 2   | Beijing Guoan          |
| 17 | TĐ | Gao Lin          | 14 tháng 2, 1986 (23 tuổi)  | 31   | 6   | Shanghai Shenhua       |
| 19 | TĐ | Jiang Ning       | 1 tháng 9, 1986 (23 tuổi)   | 21   | 2   | Qingdao Jonoon         |
| 20 | HV | Rong Hao         | 7 tháng 4, 1984 (25 tuổi)   | 13   | 0   | Jiangsu Sainty         |
| 21 | TV | Yu Hai           | 4 tháng 6, 1987 (22 tuổi)   | 9    | 3   | Shaanxi Neo-China      |
| 22 | TM | Yang Zhi         | 6 tháng 6, 1983 (26 tuổi)   | 12   | 0   | Beijing Guoan          |
| 25 | HV | Liu Jianye       | 17 tháng 6, 1987 (22 tuổi)  | 6    | 0   | Changsha Ginde         |
| 31 | HV | Wang Qiang       | 23 tháng 7, 1984 (25 tuổi)  | 4    | 0   | Changsha Ginde         |
| 32 | TĐ | Yang Xu          | 12 tháng 2, 1987 (22 tuổi)  | 2    | 1   | Liaoning FC            |
| 39 | TV | Zhao Xuri        | 3 tháng 12, 1985 (24 tuổi)  | 33   | 1   | Dalian Shide           |
| 42 | TV | Yan Feng         | 7 tháng 2, 1982 (27 tuổi)   | 2    | 0   | Changchun Yatai        |
| 45 | HV | Zhang Linpeng    | 9 tháng 5, 1989 (20 tuổi)   | 3    | 2   | Shanghai East Asia     |
| 58 | HV | He Yang          | 23 tháng 2, 1983 (26 tuổi)  | 1    | 0   | Tianjin Teda           |
| 93 | TV | Wu Lei           | 19 tháng 11, 1991 (18 tuổi) | 0    | 0   | Shanghai East Asia     |

## Hồng Kông
Huấn luyện viên:  Kim Pan-Gon

| Số | VT | Cầu thủ                  | Ngày sinh (tuổi)            | Trận | Bàn | Câu lạc bộ         |
| -- | -- | ------------------------ | --------------------------- | ---- | --- | ------------------ |
| 1  | TM | Yapp Hung Fai            | 21 tháng 3, 1990 (19 tuổi)  | 0    | 0   | TSW Pegasus        |
| 2  | HV | Lee Chi Ho               | 16 tháng 11, 1982 (27 tuổi) | 22   | 0   | South China        |
| 3  | HV | Gerard Ambassa Guy       | 21 tháng 9, 1978 (31 tuổi)  | 24   | 6   | South China        |
| 4  | HV | Ng Wai Chiu              | 22 tháng 10, 1981 (28 tuổi) | 14   | 2   | Hangzhou Greentown |
| 5  | HV | Lee Wai Lun              | 7 tháng 3, 1981 (28 tuổi)   | 22   | 0   | South China        |
| 6  | HV | Wong Chin Hung           | 2 tháng 3, 1982 (27 tuổi)   | 4    | 1   | South China        |
| 7  | TĐ | Chan Siu Ki              | 14 tháng 7, 1985 (24 tuổi)  | 33   | 26  | South China        |
| 8  | TV | Xu Deshuai               | 13 tháng 7, 1987 (22 tuổi)  | 4    | 0   | Citizen            |
| 9  | TĐ | Lee Wai Lim              | 5 tháng 5, 1981 (28 tuổi)   | 8    | 4   | South China        |
| 10 | TV | Au Yeung Yiu Chung       | 11 tháng 7, 1989 (20 tuổi)  | 5    | 2   | South China        |
| 11 | TV | Li Haiqiang              | 13 tháng 5, 1977 (32 tuổi)  | 4    | 0   | South China        |
| 14 | TĐ | Leung Tsz Chun           | 19 tháng 5, 1985 (24 tuổi)  | 1    | 0   | TSW Pegasus        |
| 15 | HV | Chan Wai Ho              | 24 tháng 4, 1982 (27 tuổi)  | 33   | 3   | South China        |
| 16 | TV | Leung Chun Pong          | 1 tháng 10, 1986 (23 tuổi)  | 18   | 1   | South China        |
| 17 | TM | Ho Kwok Chuen            | 20 tháng 2, 1977 (32 tuổi)  | 3    | 0   | South China        |
| 18 | TV | Kwok Kin Pong            | 30 tháng 3, 1987 (22 tuổi)  | 4    | 0   | South China        |
| 19 | TĐ | Cheng Lai Hin            | 31 tháng 3, 1986 (23 tuổi)  | 1    | 0   | Kitchee            |
| 20 | HV | Poon Yiu Cheuk (Captain) | 19 tháng 9, 1977 (32 tuổi)  | 58   | 4   | South China        |
| 21 | TV | Man Pei Tak              | 16 tháng 2, 1982 (27 tuổi)  | 36   | 1   | South China        |
| 25 | TV | Bai He                   | 19 tháng 11, 1983 (26 tuổi) | 5    | 0   | South China        |
| 26 | TĐ | Chao Pengfei             | 11 tháng 7, 1987 (22 tuổi)  | 7    | 3   | South China        |
| 28 | TM | Zhang Chunhui            | 13 tháng 3, 1983 (26 tuổi)  | 6    | 0   | South China        |
| 29 | TV | Lee Hong Lim             | 29 tháng 9, 1983 (26 tuổi)  | 2    | 0   | TSW Pegasus        |

## Nhật Bản
Huấn luyện viên:  Takeshi Okada

| Số | VT | Cầu thủ                 | Ngày sinh (tuổi)            | Trận | Bàn | Câu lạc bộ          |
| -- | -- | ----------------------- | --------------------------- | ---- | --- | ------------------- |
| 1  | TM | Seigo Narazaki          | 15 tháng 4, 1976 (33 tuổi)  | 70   | 0   | Nagoya Grampus      |
| 2  | TV | Yuki Abe                | 6 tháng 9, 1981 (28 tuổi)   | 41   | 3   | Urawa Red Diamonds  |
| 3  | HV | Yūichi Komano           | 25 tháng 7, 1981 (28 tuổi)  | 50   | 0   | Júbilo Iwata        |
| 4  | HV | Marcus Tulio Tanaka     | 24 tháng 4, 1981 (28 tuổi)  | 33   | 6   | Nagoya Grampus      |
| 5  | HV | Yuto Nagatomo           | 12 tháng 9, 1986 (23 tuổi)  | 19   | 3   | F.C. Tokyo          |
| 6  | HV | Atsuto Uchida           | 27 tháng 3, 1988 (21 tuổi)  | 27   | 1   | Kashima Antlers     |
| 7  | TV | Yasuhito Endō           | 28 tháng 1, 1980 (30 tuổi)  | 86   | 7   | Gamba Osaka         |
| 8  | TV | Junichi Inamoto         | 18 tháng 9, 1979 (30 tuổi)  | 75   | 5   | Kawasaki Frontale   |
| 9  | TĐ | Shinji Okazaki          | 16 tháng 4, 1986 (23 tuổi)  | 21   | 15  | Shimizu S-Pulse     |
| 11 | TĐ | Keiji Tamada            | 11 tháng 4, 1980 (29 tuổi)  | 63   | 14  | Nagoya Grampus      |
| 12 | HV | Daiki Iwamasa           | 30 tháng 1, 1982 (28 tuổi)  | 1    | 0   | Kashima Antlers     |
| 13 | TĐ | Hisato Satō             | 12 tháng 3, 1982 (27 tuổi)  | 29   | 4   | Sanfrecce Hiroshima |
| 14 | TV | Kengo Nakamura          | 31 tháng 10, 1980 (29 tuổi) | 42   | 5   | Kawasaki Frontale   |
| 15 | HV | Yasuyuki Konno          | 25 tháng 1, 1983 (27 tuổi)  | 33   | 0   | F.C. Tokyo          |
| 16 | TV | Yoshito Okubo           | 9 tháng 6, 1982 (27 tuổi)   | 43   | 5   | Vissel Kobe         |
| 17 | TV | Shinji Kagawa           | 17 tháng 3, 1989 (20 tuổi)  | 11   | 2   | Cerezo Osaka        |
| 18 | TM | Eiji Kawashima          | 20 tháng 3, 1983 (26 tuổi)  | 8    | 0   | Kawasaki Frontale   |
| 20 | TĐ | Sōta Hirayama           | 6 tháng 6, 1985 (24 tuổi)   | 2    | 3   | F.C. Tokyo          |
| 21 | HV | Yuhei Tokunaga          | 25 tháng 9, 1983 (26 tuổi)  | 6    | 0   | F.C. Tokyo          |
| 22 | HV | Yuji Nakazawa (Captain) | 25 tháng 2, 1978 (31 tuổi)  | 97   | 17  | Yokohama F. Marinos |
| 23 | TM | Shusaku Nishikawa       | 18 tháng 6, 1986 (23 tuổi)  | 1    | 0   | Sanfrecce Hiroshima |
| 25 | TV | Mitsuo Ogasawara        | 5 tháng 4, 1979 (30 tuổi)   | 54   | 7   | Kashima Antlers     |
| 26 | TV | Mu Kanazaki             | 16 tháng 2, 1989 (20 tuổi)  | 3    | 0   | Nagoya Grampus      |

## Hàn Quốc
Huấn luyện viên:  Huh Jung-Moo

| Số | VT | Cầu thủ                | Ngày sinh (tuổi)           | Trận | Bàn | Câu lạc bộ             |
| -- | -- | ---------------------- | -------------------------- | ---- | --- | ---------------------- |
| 1  | TM | Lee Woon-Jae           | 26 tháng 4, 1973 (36 tuổi) | 125  | 0   | Suwon Bluewings        |
| 2  | HV | Oh Beom-Seok           | 29 tháng 7, 1984 (25 tuổi) | 32   | 2   | Ulsan Hyundai          |
| 3  | HV | Kang Min-Soo           | 14 tháng 2, 1986 (23 tuổi) | 30   | 0   | Suwon Bluewings        |
| 4  | HV | Cho Yong-Hyung         | 3 tháng 11, 1983 (26 tuổi) | 25   | 0   | Jeju United            |
| 5  | HV | Kwak Tae-Hwi           | 8 tháng 7, 1981 (28 tuổi)  | 8    | 3   | Kyoto Sanga            |
| 6  | TV | Gu Ja-Cheol            | 27 tháng 2, 1989 (20 tuổi) | 5    | 1   | Jeju United            |
| 7  | TV | Kim Jae-Sung           | 3 tháng 10, 1983 (26 tuổi) | 2    | 1   | Pohang Steelers        |
| 8  | TV | Kim Jung-Woo (Captain) | 9 tháng 5, 1982 (27 tuổi)  | 50   | 3   | Gwangju Sangmu         |
| 9  | TĐ | Lee Seung-Yeoul        | 6 tháng 3, 1989 (20 tuổi)  | 2    | 0   | FC Seoul               |
| 10 | TV | Kim Do-Heon            | 14 tháng 7, 1982 (27 tuổi) | 57   | 11  | Suwon Bluewings        |
| 11 | TĐ | Lee Keun-Ho            | 11 tháng 4, 1985 (24 tuổi) | 27   | 8   | Jubilo Iwata           |
| 12 | HV | Lee Gyu-Ro             | 20 tháng 8, 1988 (21 tuổi) | 2    | 0   | Chunnam Dragons        |
| 13 | HV | Park Joo-Ho            | 16 tháng 1, 1987 (23 tuổi) | 2    | 0   | Jubilo Iwata           |
| 14 | HV | Lee Jung-Soo           | 8 tháng 1, 1980 (30 tuổi)  | 19   | 2   | Kashima Antlers        |
| 15 | TV | Kim Bo-Kyung           | 6 tháng 10, 1989 (20 tuổi) | 2    | 0   | Oita Trinita           |
| 16 | TV | Shin Hyung-Min         | 18 tháng 7, 1986 (23 tuổi) | 2    | 0   | Pohang Steelers        |
| 17 | TV | Lee Seung-Hyun         | 25 tháng 7, 1985 (24 tuổi) | 3    | 0   | Busan I'Park           |
| 18 | TM | Jung Sung-Ryong        | 4 tháng 1, 1985 (25 tuổi)  | 13   | 0   | Seongnam Ilhwa Chunma  |
| 19 | TV | Oh Jang-Eun            | 24 tháng 7, 1985 (24 tuổi) | 11   | 0   | Ulsan Hyundai          |
| 20 | TĐ | Lee Dong-Gook          | 29 tháng 4, 1979 (30 tuổi) | 78   | 22  | Jeonbuk Hyundai Motors |
| 21 | TM | Kim Young-Kwang        | 28 tháng 6, 1983 (26 tuổi) | 14   | 0   | Ulsan Hyundai          |
| 22 | TĐ | No Byung-Jun           | 29 tháng 9, 1979 (30 tuổi) | 4    | 0   | Pohang Steelers        |
| 23 | HV | Kim Hyung-Il           | 27 tháng 4, 1984 (25 tuổi) | 2    | 0   | Pohang Steelers        |

## Thống kê cầu thủ
Đại diện cầu thủ theo câu lạc bộ
| Số cầu thủ | Câu lạc bộ                                                   |
| ---------- | ------------------------------------------------------------ |
| 17         | South China                                                  |
| 4          | F.C. Tokyo, Nagoya Grampus, Kashima Antlers, Pohang Steelers |

Đại diện cầu thủ theo giải đấu
| Số cầu thủ | Tỉ lệ | Quốc gia       |
| ---------- | ----- | -------------- |
| 29         | 31.5% | J-League       |
| 22         | 23.9% | First Division |
| 20         | 21.7% | K-League       |
| 20         | 21.7% | Super League   |
| 3          | 3.3%  | Jia League     |

Độ tuổi trung bình của đội hình
| Độ tuổi trung bình | Quốc gia   |
| ------------------ | ---------- |
| 24.0               | Trung Quốc |
| 25.9               | Hồng Kông  |
| 26.6               | Nhật Bản   |
| 25.3               | Hàn Quốc   |

Cầu thủ có nhiều lần ra sân nhất
| Số trận | Cầu thủ       | Quốc gia | Câu lạc bộ          |
| ------- | ------------- | -------- | ------------------- |
| 125     | Lee Woon-Jae  | Hàn Quốc | Suwon Bluewings     |
| 97      | Yuji Nakazawa | Nhật Bản | Yokohama F. Marinos |
| 86      | Yasuhito Endō | Nhật Bản | Gamba Osaka         |

Cầu thủ ghi nhiều bàn thắng quốc tế nhất
| Số bàn thắng | Cầu thủ       | Quốc gia  | Câu lạc bộ          |
| ------------ | ------------- | --------- | ------------------- |
| 26           | Chan Siu Ki   | Hồng Kông | South China         |
| 22           | Lee Dong-Gook | Hàn Quốc  | Jeonbuk Hyundai     |
| 17           | Yuji Nakazawa | Nhật Bản  | Yokohama F. Marinos |